# Prostorni kut
Prostorni kut (oznaka Ω ili ω) je fizikalna veličina koja opisuje dimenziju vidokruga iz perspektive neke točke u prostoru. Neka je sfera polumjera r centrirana u točki zrenja. Tada ako se u vidokrugu kojim je definiran dani prostorni kut nalazi dio površine sfere koji ima ploštinu A, prostorni kut definiramo kao omjer
{\displaystyle \Omega ={\frac {A}{r^{2}}}}
Mjerna jedinica prostornog kuta je steradijan (sr).

## Steradijan
Steradijan (oznaka: sr) je jedinica za prostorni kut. Prostorni kut čiji se vrh nalazi u središtu kugle, a na sferi omeđuje površinu jednaku kvadratu polumjera kugle, iznosi jedan steradijan. Steradijan je SI izvedena jedinica. To je bezdimenzionalna jedinica, jer 1 sr = m2 · m−2 = 1, ali u praksi je prikladno koristiti oznaku sr, umjesto 1 ili ničega.
Po definiciji je r – polumjer kugle, h – visina kuglinog odsječka, θ – kut kružnog isječka. Budući da je po definiciji steradijana A = r2, to odgovara površini kuglinog isječka (A = 2πrh), iz čega dobivamo h/r = 1/(2π). Kut kružnog isječka iznosi:
{\displaystyle {\begin{aligned}\theta &=\arccos \left({\frac {r-h}{r}}\right)\\&=\arccos \left(1-{\frac {h}{r}}\right)\\&=\arccos \left(1-{\frac {1}{2\pi }}\right)\approx 0,572\,{\text{rad}}{\mbox{ ili }}32,77^{\circ }\end{aligned}}}
Ili vrijedi 2θ ≈ 1,144 rad ili 65,54°.
Budući da je površina sfere 4πr2, to znači da prostorni kut koji pokriva čitav prostor ima 4π sr ≈ 12,56637 sr.